# Apollo 9
Vous lisez un « bon article » labellisé en 2020.
Apollo 9 est un vol spatial habité qui a eu lieu en mars 1969, le troisième avec équipage du programme Apollo de la National Aeronautics and Space Administration (NASA). Effectué en orbite terrestre basse, il s'agit de la deuxième mission Apollo avec équipage que les États-Unis lancent avec une fusée Saturn V et le premier vol du vaisseau spatial Apollo complet : le module de commande et de service (CSM) avec le module lunaire (LM). La mission a pour but de tester le LM pour les opérations en orbite lunaire, en préparation d'un atterrissage en faisant la démonstration de ses systèmes de propulsion, de descente et de montée, en montrant que son équipage peut le piloter de manière indépendante, puis se retrouver et s'amarrer à nouveau au CSM, comme cela serait nécessaire pour le premier atterrissage avec équipage.
L'équipage de trois hommes est composé du commandant de la mission James McDivitt, du pilote du module de commande David Scott et du pilote du module lunaire Rusty Schweickart. Au cours de la mission de dix jours, ils testent les systèmes et les procédures essentiels à l'atterrissage, notamment les moteurs LM, le système primaire de survie, les systèmes de navigation et les manœuvres d'amarrage.
Après le lancement le 3 mars 1969, l'équipage effectue le premier vol en équipage d'un module lunaire, le premier amarrage et l'extraction de celui-ci, une sortie extravéhiculaire (EVA) pour deux personnes, et le second amarrage de deux vaisseaux spatiaux avec équipage — deux mois après que les Soviétiques ont effectué un transfert d'équipage en sortie spatiale entre Soyouz 4 et Soyouz 5. La mission se termine le 13 mars et est un succès complet. Elle se révèle digne d'un vol spatial avec équipage, préparant le terrain pour la répétition générale de l'atterrissage, Apollo 10, avant le but, l'arrivée sur la Lune.

## Contexte de la mission
En avril 1966, McDivitt, Scott et Schweickart sont sélectionnés par Deke Slayton, directeur des opérations du personnel navigant, comme deuxième équipage d'Apollo. Leur mission initiale est d'épauler, et de remplacer éventuellement, la première équipe, Gus Grissom, Ed White et Roger Chaffee, pour le premier vol d'essai habité en orbite terrestre du module de commande et de service Block I, appelé AS-204. Les retards dans le développement du CSM Block I repoussent l'arrivée de l'AS-204 jusqu'en 1967 et un nouveau plan prévoit que l'équipage McDivitt doit effectuer le deuxième voyage habité du CSM, qui doit se retrouver en orbite terrestre avec un module lunaire sans équipage, lancé séparément. La troisième mission avec équipage, qui doit être commandée par Frank Borman, doit être le premier lancement d'une fusée Saturn V avec un équipage.

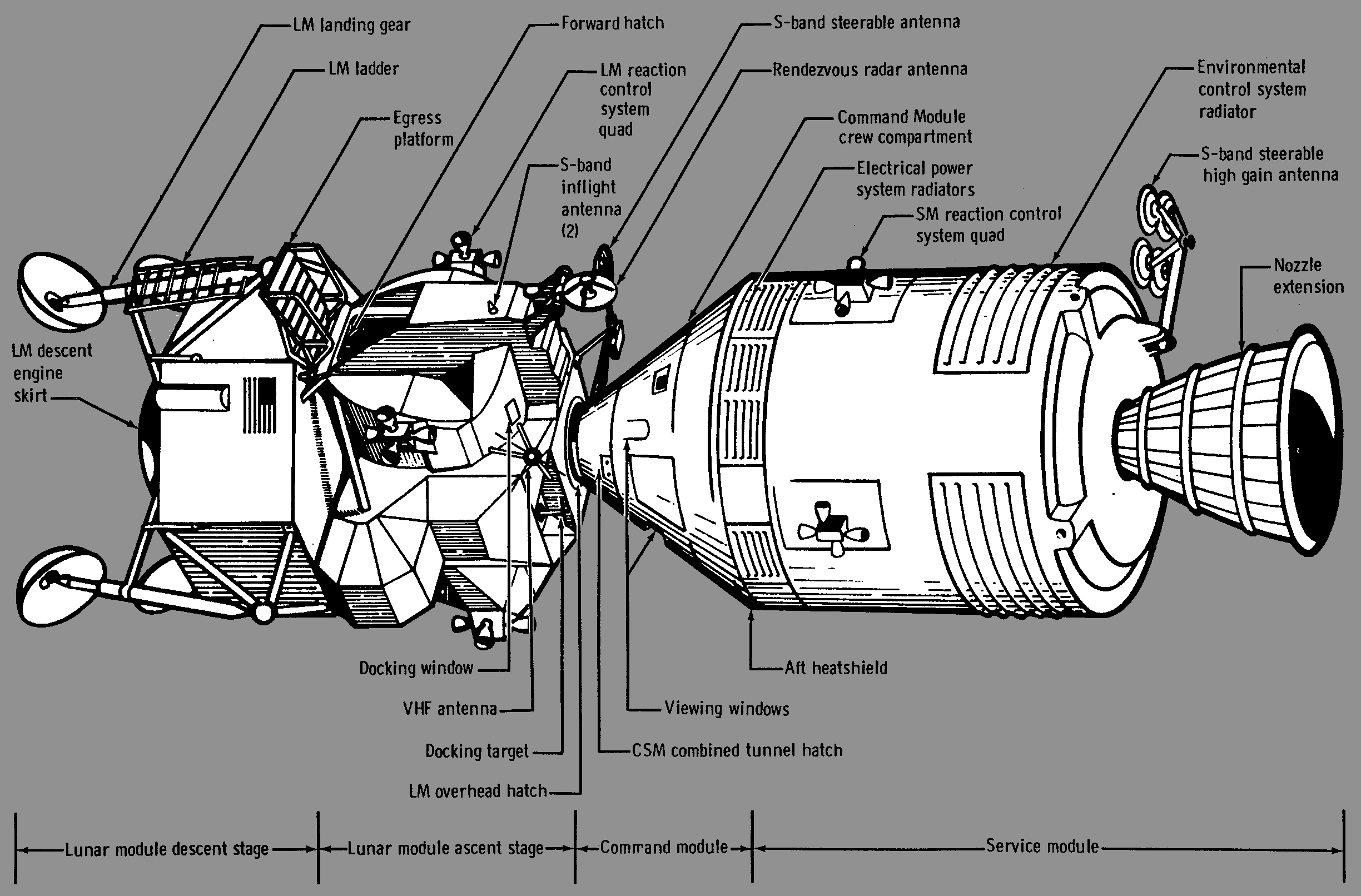
Configuration du vaisseau spatial Apollo avec le module de commande (à droite) et le module lunaire amarré.

Le 27 janvier 1967, l'équipage de Grissom effectue un test de lancement pour sa mission prévue le 21 février, baptisée Apollo 1, lorsqu'un incendie se déclare dans la cabine, tuant les trois hommes. Un examen complet de la sécurité du programme Apollo s'ensuit. Pendant ce temps, le lancement d'Apollo 5 a lieu, sans équipage pour tester le premier module lunaire (LM-1).
Selon le nouveau calendrier, la première mission d'Apollo avec équipage à aller dans l'espace serait Apollo 7, prévue pour octobre 1968. Cette mission, qui doit tester le module de commande Block II, ne comprend pas de module lunaire. En 1967, la NASA a adopté une série de missions écrites menant à l'atterrissage avec équipage, la « mission G », l'accomplissement de l'une étant une condition préalable à la suivante. Apollo 7 serait la « mission C », mais la « mission D », qui exige de tester le module lunaire avec équipage, a pris beaucoup de retard et met en danger l'objectif de John F. Kennedy, à savoir que les Américains marchent sur la Lune et reviennent sur Terre en toute sécurité à la fin des années 1960,. L'équipage de McDivitt est annoncé par la NASA en novembre 1967 comme formation principale pour la mission D, un long test des modules de commande et lunaire en orbite terrestre.
Cherchant à respecter le calendrier fixé par Kennedy, en août 1968, le directeur du programme Apollo, George M. Low, propose que si Apollo 7 en octobre se passe bien, Apollo 8 irait en orbite lunaire sans LM,. Jusqu'alors, Apollo 8 est la mission D et Apollo 9 la mission E, c'est-à-dire les essais en orbite terrestre moyenne,,. Après que la NASA approuve l'envoi d'Apollo 8 vers la Lune, tout en faisant d'Apollo 9 la mission D, Slayton offre à McDivitt la possibilité de rester avec Apollo 8 et de se rendre ainsi en orbite lunaire. McDivitt refuse au nom de son équipage, préférant rester avec la mission D, maintenant Apollo 9,.
Apollo 7 se passe bien et les équipages sont échangés, ce qui a également des répercussions sur les premiers astronautes à se poser sur la Lune, car lorsque le personnel navigant d'Apollo 8 et 9 est permuté, celui de réserve l'est aussi. Comme la règle générale est que les équipages de réserve volent comme principal trois missions plus tard, cela permet à celui de Neil Armstrong (le remplaçant de Borman) de faire le premier atterrissage sur Apollo 11 à la place de l'équipage de Pete Conrad, qui fait le deuxième sur Apollo 12.

## Cadre de travail

### Équipage et personnel clé du contrôle de la mission
James McDivitt, qui est dans l'armée de l'air, est sélectionné comme membre du deuxième groupe d'astronautes en 1962, il est commandant pilote de Gemini 4 en 1965. David Scott, également dans l'armée de l'air, est sélectionné dans le troisième groupe d'astronautes en 1963 et vole aux côtés de Neil Armstrong dans Gemini 8, sur lequel a lieu le premier amarrage d'un vaisseau spatial. Russell Schweickart, un civil qui a servi dans l'armée de l'air et la garde nationale de l'air du Massachusetts, est sélectionné comme astronaute du groupe 3 mais n'est affecté à aucune mission Gemini et n'a aucune expérience des vols spatiaux.
L'équipage de réserve est composé de Pete Conrad en tant que commandant, du pilote du module de commande Richard F. Gordon Jr. et du pilote du module lunaire Alan L. Bean. Cet équipage vole sur Apollo 12 en novembre 1969. L'équipage de soutien d'Apollo 9 est composé de Stuart A. Roosa, Jack R. Lousma, Edgar D. Mitchell et Alfred M. Worden. Lousma n'est pas un membre de l'équipage de soutien au départ, mais il y est affecté après que Fred W. Haise Jr. est déplacé au poste de pilote de réserve du module lunaire d'Apollo 8 — plusieurs astronautes sont transférés à la suite du retrait de Michael Collins de l'équipage principal d'Apollo 8 en raison d'un traitement pour une hernie discale cervicale,.
Les directeurs de vol sont Gene Kranz, pour la première équipe (white team), Gerry Griffin, la deuxième (gold team) et Pete Frank, la troisième (orange team). Les Capsule Communicator (CAPCOM) sont Conrad, Gordon, Bean, Worden, Roosa et Ronald Evans.
| Équipage principal                      | Équipage principal  | Équipage de réserve |
| Position                                | Astronaute          | Astronaute          |
| --------------------------------------- | ------------------- | ------------------- |
| Commandant de la mission                | James McDivitt      | Pete Conrad         |
| Pilote du module de commande et service | David Scott         | Richard Gordon      |
| Pilote du module lunaire                | Russell Schweickart | Alan Bean           |

### Insigne de la mission

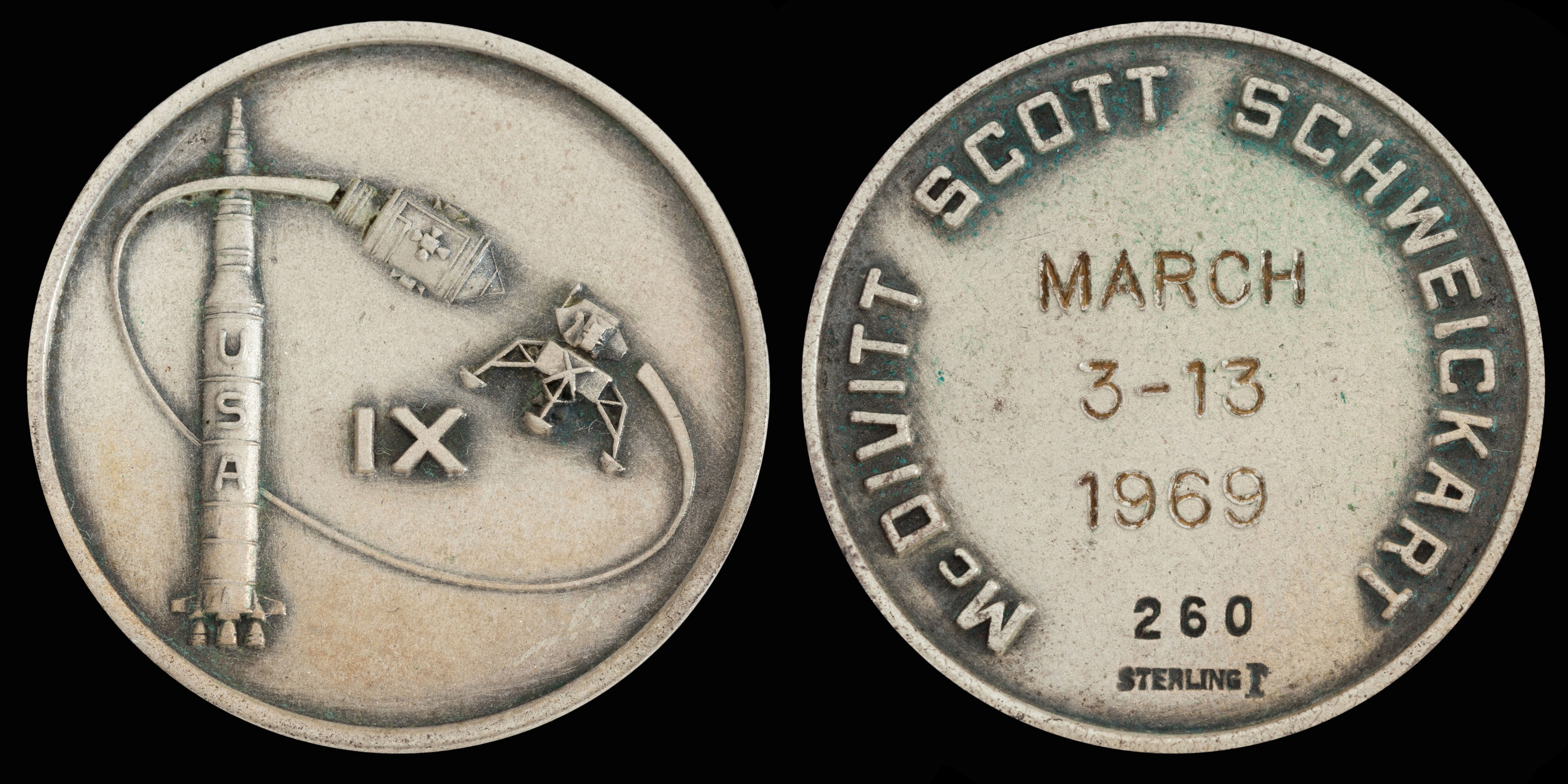
Médaillon Robbins en argent d'Apollo 9.

L'écusson circulaire montre un dessin d'une fusée Saturn V avec les lettres USA. À droite, un module de commande Apollo est montré à côté d'un module lunaire, le nez du CSM étant dirigé vers la porte d'entrée du LM au lieu de son port d'amarrage supérieur. Le CSM tourne autour d'une fusée de lancement. Les noms des membres de l'équipage se trouvent le long du bord supérieur du cercle, avec APOLLO IX en bas. Le « D » du nom de McDivitt est rempli de rouge pour indiquer qu'il s'agit de la « mission D » dans la séquence alphabétique des missions Apollo. L'écusson est conçu par Allen Stevens de Rockwell International.

## Planification et entraînement

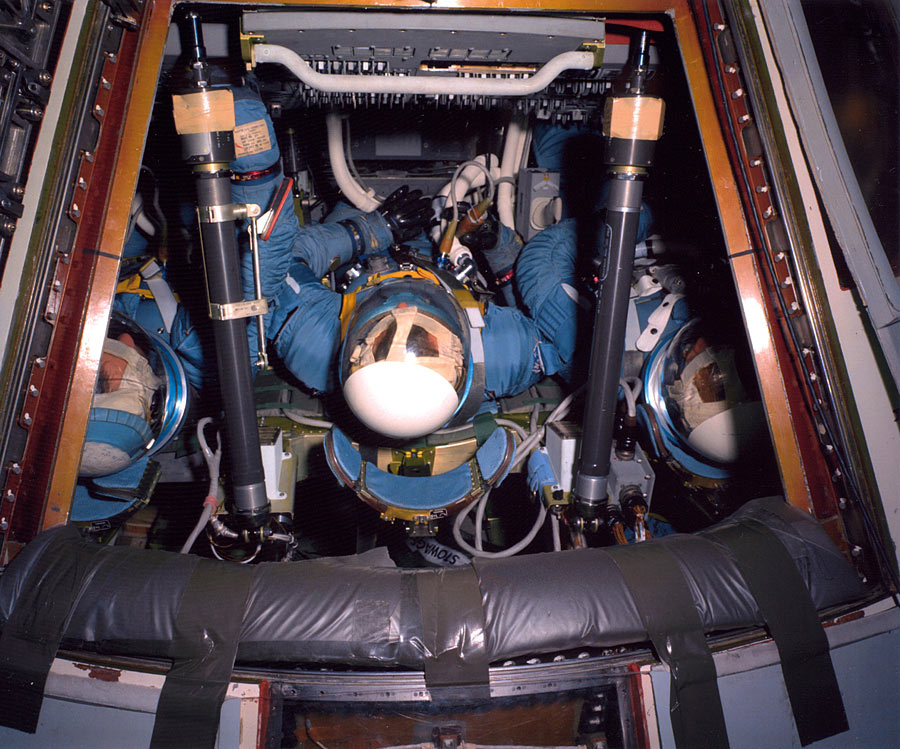
McDivitt, Scott et Schweickart s'entraînent pour la mission AS-205/208 dans le premier vaisseau spatial Block II avec les combinaisons spatiales, qui présentaient encore la plupart des risques d'incendie du vaisseau spatial Apollo 1.

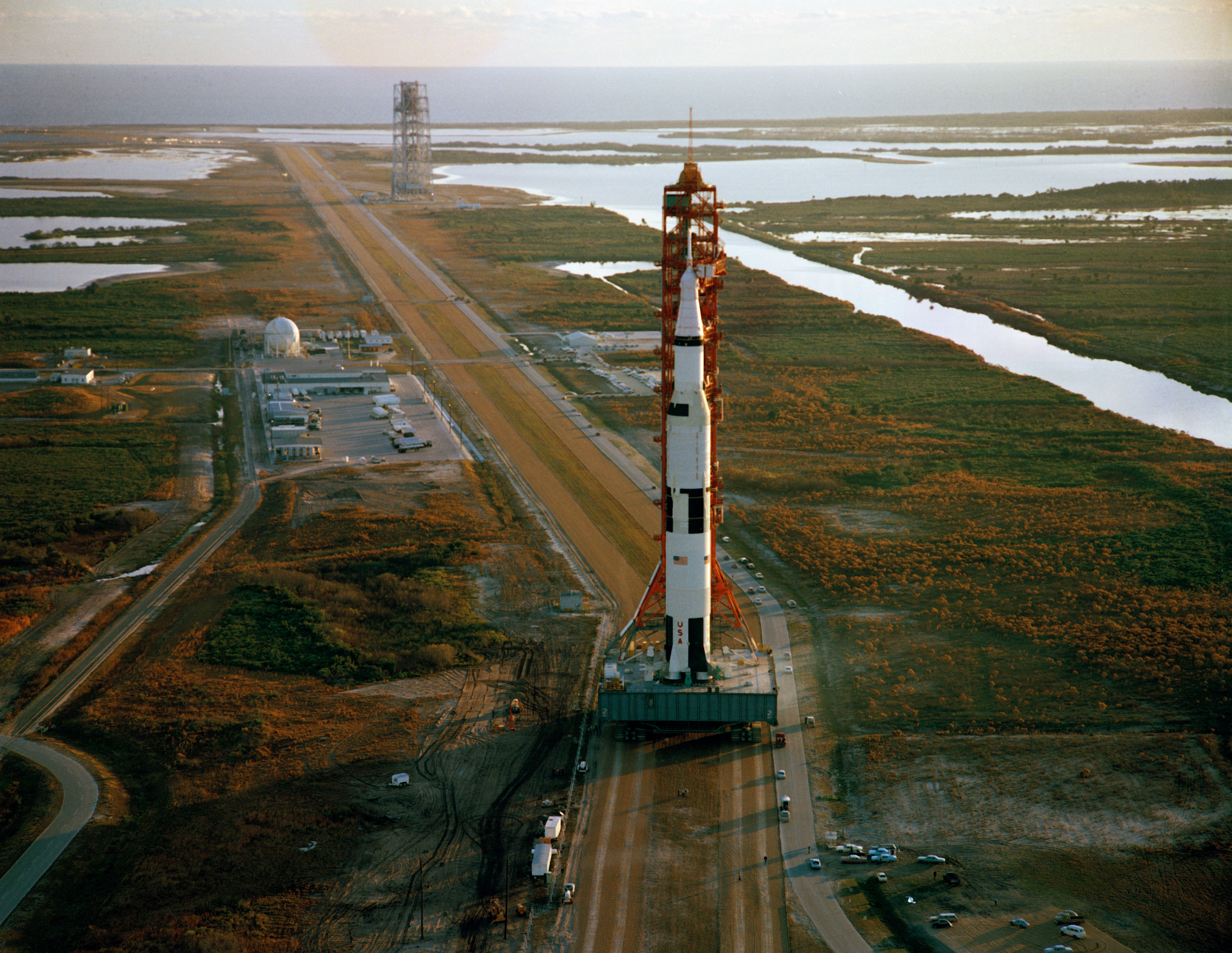
Apollo 9 en route vers le site de lancement Pad 39A.

L'objectif principal d'Apollo 9 est de tester le module lunaire pour un vol lunaire avec équipage, en démontrant, entre autres, qu'il peut effectuer les manœuvres dans l'espace qui sont nécessaires pour un atterrissage, y compris l'amarrage au module de commande. Colin Burgess et Francis French, dans leur livre sur le programme Apollo, estiment que l'équipage de McDivitt est l'un des mieux formés de tous les temps. Ils ont travaillé ensemble depuis janvier 1966, d'abord comme remplaçants d'Apollo 1, et ils ont toujours eu pour mission d'être les premiers à piloter le LM. Le directeur de vol Gene Kranz estime que l'équipage d'Apollo 9 est le mieux préparé pour sa mission, et que Scott est un pilote de CM compétent. Les membres de l'équipage suivent quelque 1 800 heures d'entraînement spécifique à la mission, soit environ sept heures pour chaque heure de vol. Leur formation commence même la veille de l'incendie d'Apollo 1, dans le tout premier vaisseau spatial Bloc II dans lequel ils doivent initialement voler. Ils participent aux vérifications des véhicules, pour le CSM dans les installations de North American Rockwell à Downey, en Californie, et pour le LM dans l'usine Grumman à Bethpage, dans l'État de New York. Ils participent également aux essais des modules sur le site de lancement.
Parmi les types d'entraînement que l'équipage suit, il y a des simulations d'apesanteur (zéro G), tant sous l'eau que dans un avion à gravité réduite (vomit comet). Au cours de ces exercices, ils s'entraînent pour les activités extravéhiculaires (EVA) prévues. Ils se rendent à Cambridge, dans le Massachusetts, au Massachusetts Institute of Technology, pour s'entraîner sur l'Apollo Guidance Computer (AGC). L'équipage étudie le ciel au Planétarium et centre scientifique Morehead et à l'observatoire Griffith, en se concentrant particulièrement sur les 37 étoiles utilisées par l'AGC. Ils passent chacun plus de 300 heures dans les simulateurs de CM et de LM du Centre spatial Kennedy (KSC) et de Houston, dont certaines avec la participation en direct du contrôle de mission. Des heures supplémentaires sont passées dans les simulateurs d'autres endroits.
Première mission à utiliser le module de commande, le module lunaire et une fusée Saturn V, Apollo 9 donne à l'équipe de préparation du lancement au KSC sa première occasion de simuler le lancement d'une mission d'atterrissage. Le LM arrive de Grumman en juin 1968 et est soumis à des tests approfondis, notamment dans une chambre hypobarique, simulant les conditions de l'espace. Au fur et à mesure, d'autres techniciens assemblent Saturn V dans le bâtiment d'assemblage des véhicules (VAB). Le module de commande et de service arrive en octobre et, lorsque le module d'atterrissage en finit avec la chambre hypobarique, le CSM prend sa place, laissant le LM disponible pour l'installation d'équipements tels que le radar de rendez-vous et les antennes. Il n'y a pas de gros retards et le 3 janvier 1969, le lanceur est retiré du VAB et déplacé au complexe de lancement 39A par un engin de transport crawler. Des examens de l'état de préparation de vol pour le CM, le LM et Saturn V ont lieu et sont passés dans les semaines suivantes.

## Matériel

### Lanceur
La fusée Saturn V (AS-504) utilisée pour Apollo 9 est la quatrième à voler, la deuxième à transporter des astronautes dans l'espace, et la première à porter un module lunaire. Bien que sa configuration soit similaire à celle utilisée sur Apollo 8, plusieurs modifications sont apportées. Le noyau interne de la chambre du moteur F-1 du premier étage (S-IC) est retiré, ce qui permet d'économiser du poids et d'augmenter légèrement l'impulsion spécifique. Le poids est également réduit en remplaçant les revêtements des réservoirs d'oxygène liquide par des revêtements plus légers, et en fournissant des versions plus légères d'autres composants. L'efficacité est augmentée dans le deuxième étage (S-II) avec des moteurs J-2 améliorés, et grâce à un système d'utilisation du propergol en boucle fermée plutôt qu'en boucle ouverte comme pour Apollo 8. Sur les 1 470 kg de réduction de poids dans le deuxième étage, environ la moitié provient d'une réduction de 16 % de l'épaisseur des parois latérales du réservoir.

### Vaisseaux spatiaux, équipements et indicatifs d'appel
Apollo 9 utilise le CSM-104, le troisième CSM Block II à être piloté avec des astronautes à bord. Apollo 8, dépourvu de module lunaire, n'a pas d'équipement d'amarrage ; Apollo 9 emporte tout l'ensemble utilisé pour l'amarrage ainsi que d'autres équipements ajoutés près de l'écoutille avant du CM ; cela permet un amarrage rigide des deux vaisseaux et un transfert interne entre le CM et le LM. Si le changement de mission entre Apollo 8 et 9 ne s'était pas produit, la mission aurait fait voler le CSM-103, utilisé sur Apollo 8.

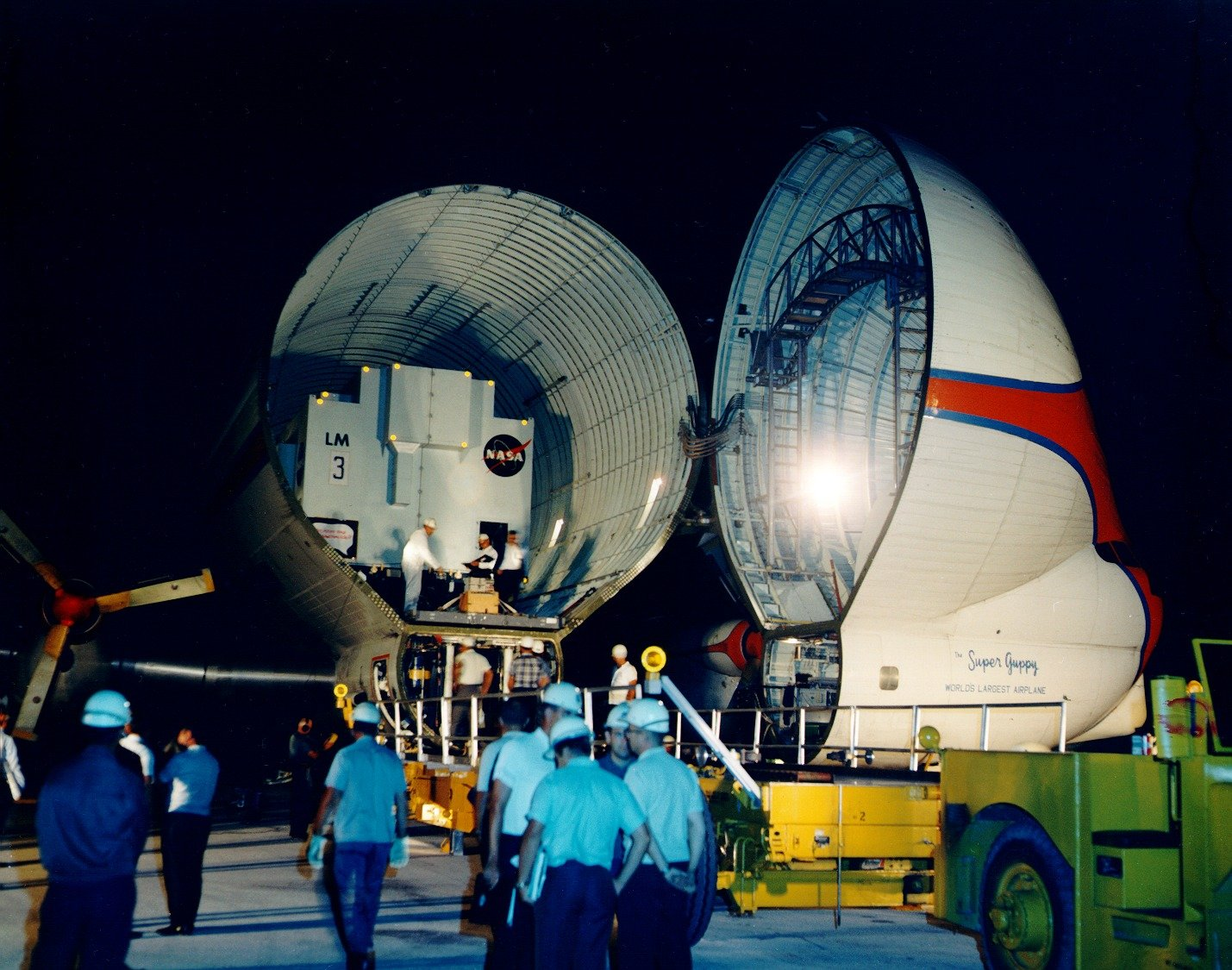
Le LM-3 arrive au Centre spatial Kennedy en juin 1968.

La mission en orbite terrestre doit à l'origine utiliser le LM-2, mais l'équipage y trouve de nombreux défauts, dont beaucoup sont liés au fait qu'il s'agit du premier module lunaire prêt à voler issu de la chaîne de production de Grumman. Le retard occasionné par le changement de mission permet la mise à disposition du LM-3, une machine que l'équipage trouve bien supérieure. Ni le LM-2 ni le LM-3 n'auraient pu être envoyés sur la Lune car ils sont tous deux trop lourds ; le programme de réduction de poids des LM de Grumman n'est pleinement efficace qu'avec le LM-5, désigné pour Apollo 11. De petites fissures dans la structure de l'alliage d'aluminium du LM-3, dues à des contraintes telles que l'insertion d'un rivet, se révèlent être un problème permanent ; les ingénieurs de Grumman continuent à travailler pour les réparer jusqu'à ce que le LM doive être monté sur Saturn V en décembre 1968. Le LM-2 ne vole jamais dans l'espace et se trouve au Musée national de l'air et de l'espace.

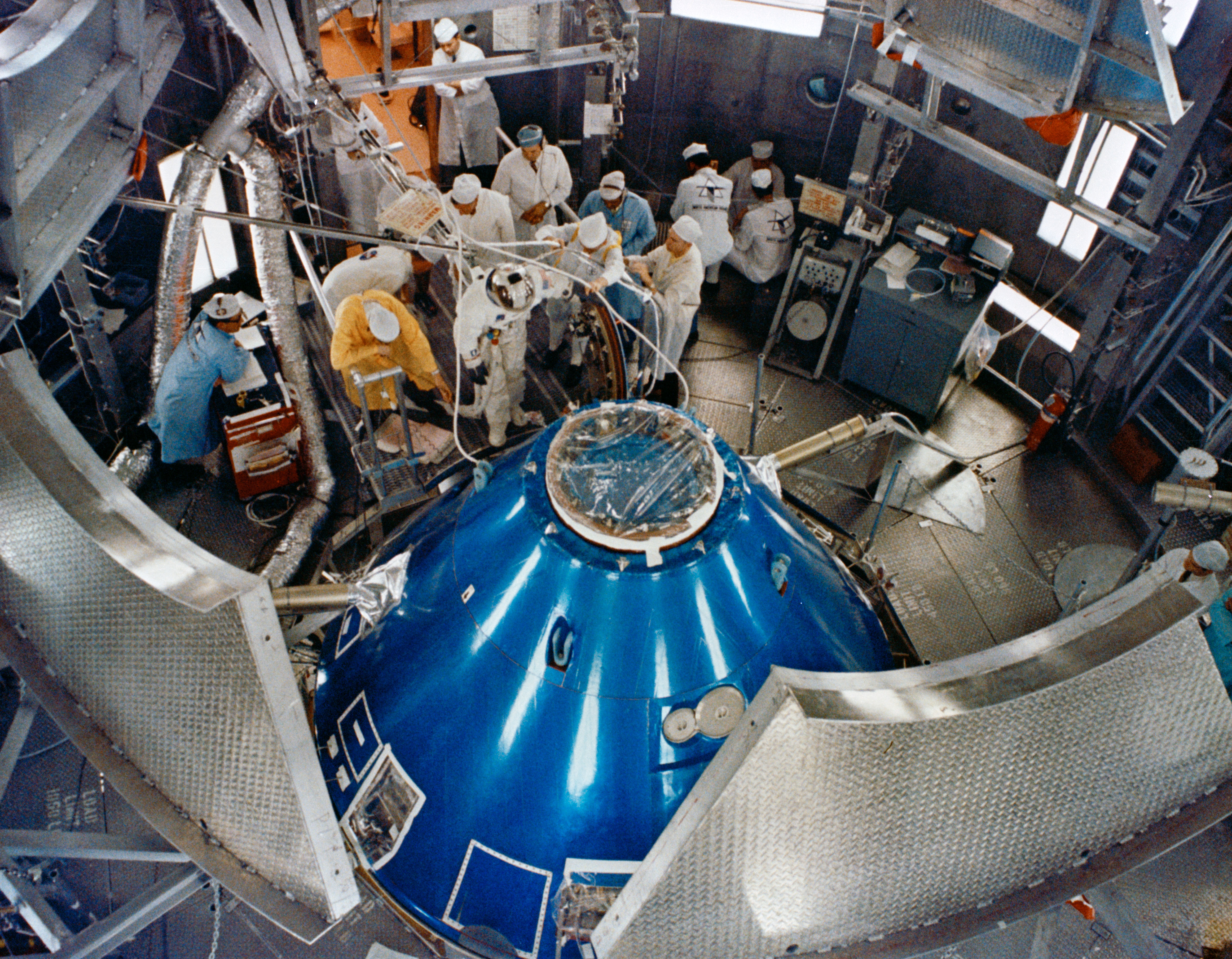
L'équipage de réserve d'Apollo 9 dans le module lunaire Gumdrop.

Les astronautes d'Apollo reçoivent un enregistreur de cassettes portables Sony TC-50 destinés à leur permettre de faire des observations pendant la mission. L'équipage d'Apollo 9 est le premier à être autorisé à apporter des cassettes de musique, une pour chacun, qui peuvent être jouées dans cet appareil. McDivitt et Scott préfèrent les variétés et la musique country ; la cassette de musique classique de Schweickart disparaît jusqu'à sa découverte par Scott au neuvième jour de la mission de dix jours ,.
Après que le vaisseau Gemini 3 est surnommé Molly Brown par Gus Grissom, la NASA interdit de nommer les vaisseaux spatiaux. Le fait que pendant la mission Apollo 9, le CSM et le LM se séparent et ont besoin d'indicatifs d'appel différents pousse les astronautes à insister pour que cela change. Dans les simulations, ils commencent à appeler le CSM « Gumdrop », un nom inspiré par son apparence lorsqu'il est dans l'emballage protecteur bleu dans lequel il est transporté depuis l'usine du fabricant, et le LM « Spider », inspiré de l'apparence du LM avec ses « jambes » d'atterrissage déployées. Le personnel des relations publiques de la NASA pense que ces noms sont trop informels, mais les indicatifs d'appel obtiennent finalement un aval officiel. La NASA exige des indicatifs d'appel plus formels pour les futures missions, à commencer par Apollo 11.

### Équipement de survie

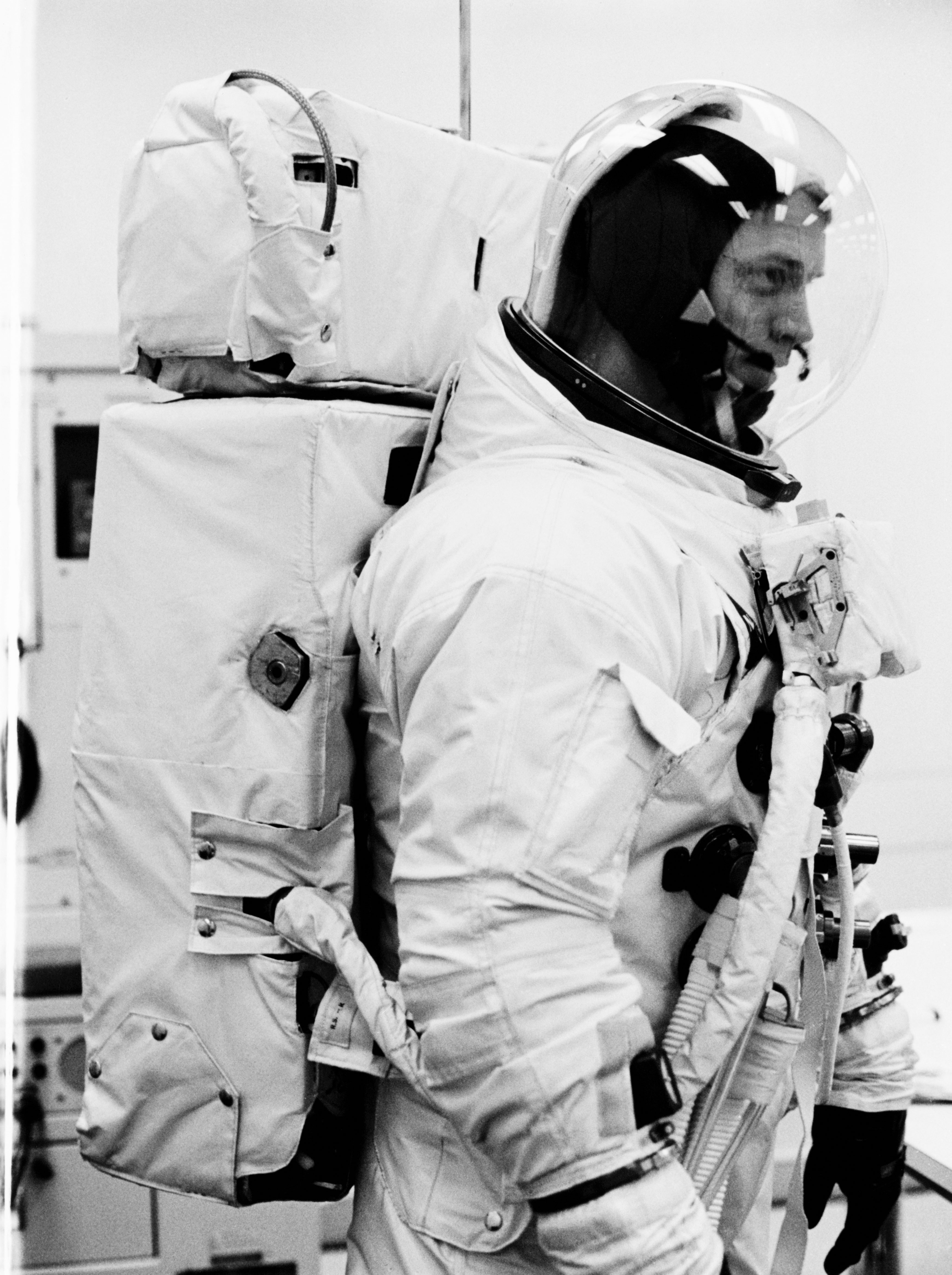
Schweickart avec le système de survie primaire.

Le sac à dos de l'unité de mobilité extravéhiculaire (EMU) vole pour la première fois sur Apollo 9, utilisé par Schweickart lors de sa sortie extravéhiculaire. Il s'agit notamment du système de survie portable (PLSS), qui fournit de l'oxygène à l'astronaute et de l'eau pour la combinaison à refroidissement liquide (LCG), ce qui permet d'éviter la surchauffe pendant l'EVA. Il y a également le système de purge d'oxygène (OPS), le « sac de couchage » situé sur le dessus du sac à dos, qui peut fournir de l'oxygène pendant environ une heure en cas de défaillance du PLSS. Une version plus avancée de l'EMU est utilisée pour l'atterrissage d'Apollo 11.
Pendant son EVA, Scott ne porte pas de PLSS, mais est connecté aux systèmes de survie du CM par un cordon ombilical, utilisant une valve de contrôle de pression (PCV). Ce dispositif est créé en 1967 pour permettre des EVA debout depuis les écoutilles du LM ou du CM, ou pour de brèves sorties à l'extérieur,,. Il est ensuite utilisé par Scott pour son EVA de surface lunaire sur Apollo 15, et pour les EVA en espace profond par les pilotes du module de commande des trois derniers vols d'Apollo.

## Mission

### Du premier au cinquième jour (du3au7 mars)

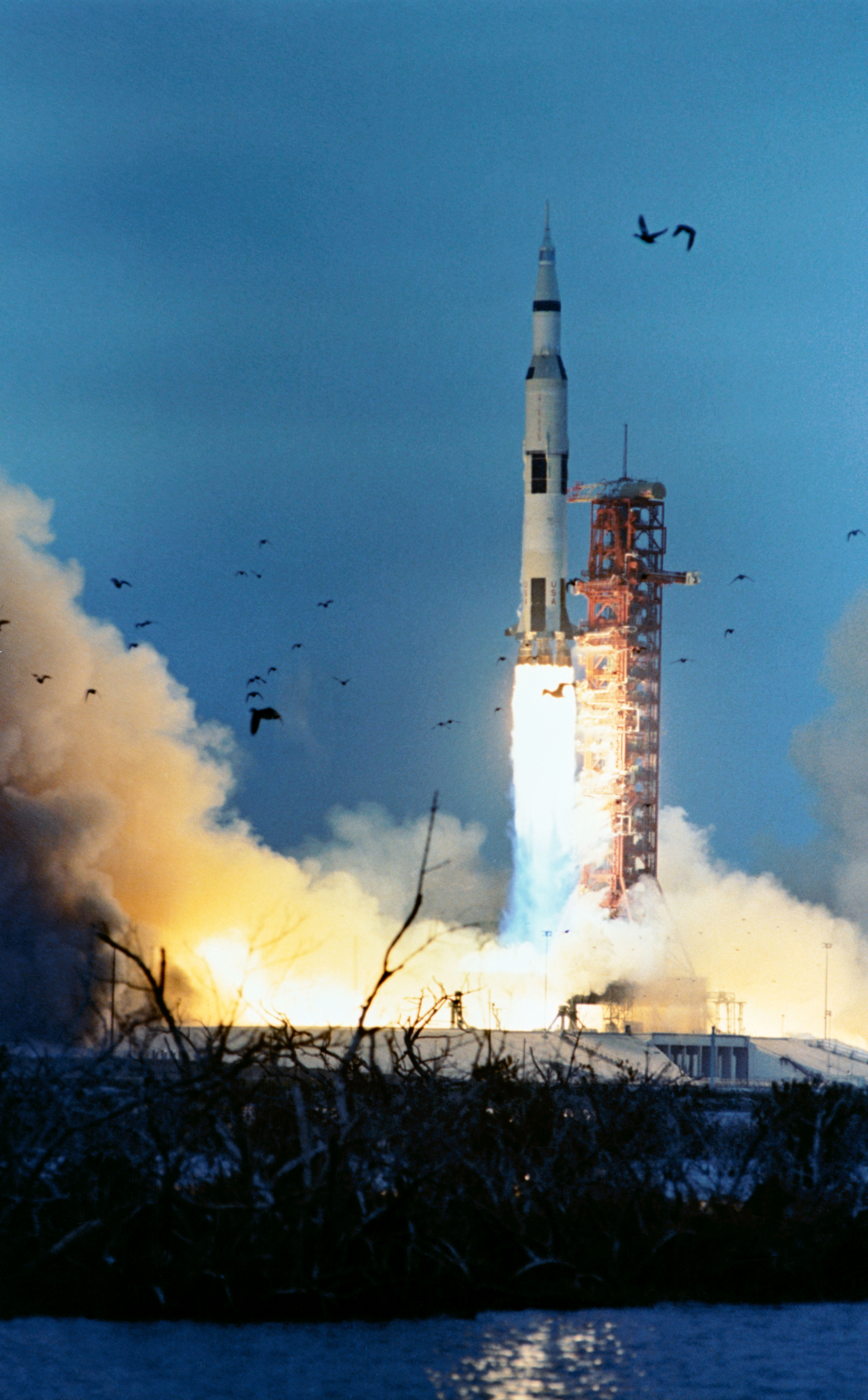
Lancement d'Apollo 9 au Centre spatial Kennedy, le 3 mars 1969.

Initialement prévu pour le 28 février 1969, le décollage d'Apollo 9 est reporté parce que les trois astronautes sont enrhumés et que la NASA ne veut pas risquer que la mission soit affectée. Des équipes de travail doivent être mises en place 24 heures sur 24 pour maintenir l'engin spatial en état de marche ; le retard coûte 500 000 dollars,,. La fusée est lancée du KSC à 11 heures, heure de l'EST (16 heures UTC), le 3 mars. Ce moment se trouve dans la fenêtre de lancement idéale, qui est restée ouverte pendant encore trois heures et quart. Le vice-président Spiro Agnew, représentant la nouvelle administration Nixon, est présent dans la salle de contrôle des tirs.
McDivitt fait état d'un déroulement en douceur du lancement, bien qu'il y ait quelques vibrations et que les astronautes soient surpris d'être poussés vers l'avant lorsque la propulsion du premier étage de Saturn V cesse, avant que son deuxième étage ne prenne le relais, ce qui les repousse dans leurs sièges. Chacun des deux premiers étages est légèrement sous-performant, une déficience plus ou moins compensée par le troisième, S-IVB. Une fois le moteur du troisième étage coupé après 0 h 11 min 4 s 07 de mission, le vaisseau entre sur une orbite de stationnement de 164,6 km par 167,2 km.

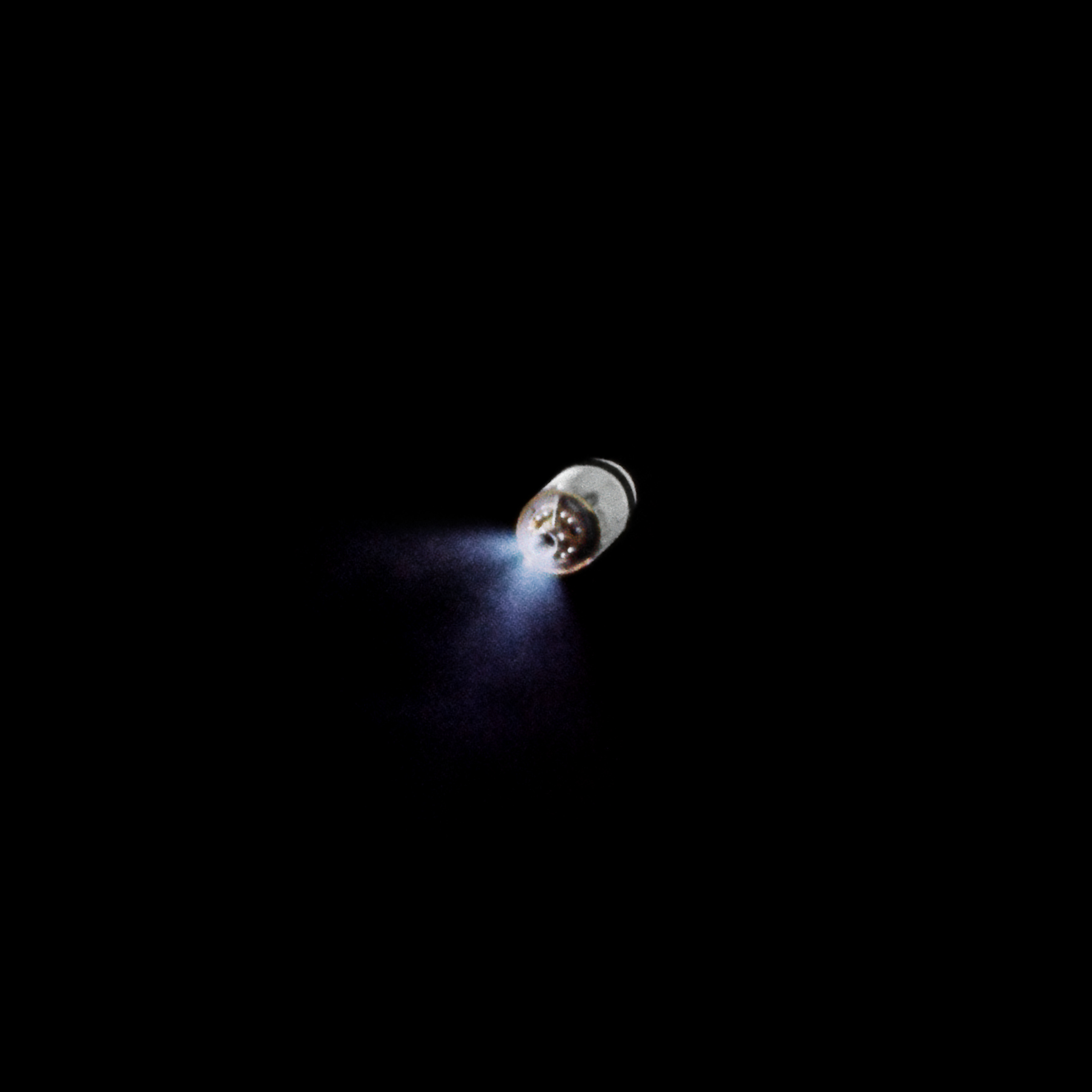
Allumage de l'étage S-IVB capturé par l'équipage d'Apollo 9. (croppé)

L'équipage commence sa première grande tâche avec la séparation du CSM du S-IVB à 2 h 41 min 16 s de mission, pour faire demi-tour et à s'amarrer ensuite au LM, qui se trouve à l'extrémité du S-IVB, après quoi les deux engins spatiaux se séparent de la fusée. La réussite de ces manœuvres conditionne l'emploi du LM. Il incombe à Scott de piloter le CSM ; il réussit l'amarrage, car tout fonctionne correctement. Après que McDivitt et Schweickart ont inspecté le tunnel reliant le CM et le LM, le vaisseau spatial assemblé se sépare du S-IVB. La tâche suivante consiste à démontrer que deux engins spatiaux amarrés peuvent être manœuvrés par un seul moteur. La combustion de cinq secondes a lieu à 5 h 59 min 1 s du début de la mission, avec le système de propulsion de service (SPS) du CM, après quoi Scott rapporte avec enthousiasme que le LM est toujours en place. Par la suite, le S-IVB, devenu inutile, est mis à feu à nouveau, et l'étage est envoyé en orbite solaire,.
De 9 heures à 19 h 30 min 0 s, une période de sommeil est prévue. Les astronautes dorment bien, mais se plaignent d'avoir été réveillés par des transmissions qui ne sont pas en anglais. Scott émet l'hypothèse qu'elles sont peut-être en chinois. Le point culminant du deuxième jour en orbite (le 4 mars) est la mise à feu à trois reprises du SPS. La première, à 22 h 12 min 4 s, dure 110 secondes, et consiste à faire pivoter ou « cardanner » le moteur pour tester si le pilote automatique peut amortir les oscillations induites, ce qu'il fait en cinq secondes. Deux autres mises à feu du SPS suivent, allégeant la charge en carburant du SM. L'engin spatial et le moteur passent tous les tests, se révélant parfois plus robustes que prévu. La capacité du CSM à rester stable pendant que le moteur est à la « cardannette » contribue à ce qu'en 1972, McDivitt, alors directeur du programme spatial Apollo, approuve la poursuite d'Apollo 16 alors que son CSM connaît une instabilité après sa séparation de son LM en orbite lunaire.
Le plan de vol pour le troisième jour dans l'espace est de faire entrer le commandant et le pilote du module lunaire dans le LM pour vérifier ses systèmes et utiliser son moteur de descente pour déplacer l'ensemble du vaisseau spatial. Le moteur de descente est la sauvegarde du SPS ; la capacité à l'utiliser de cette manière s'avère critique sur Apollo 13. Le plan de vol est remis en question lorsque Schweickart vomit, souffrant du mal de l'adaptation à l'espace, tandis que McDivitt se sent également mal. Ils ont évité les mouvements physiques soudains, mais les manœuvres de contorsion pour enfiler leurs combinaisons spatiales pour gagner le LM les rendent malades. L'expérience en apprend suffisamment aux médecins pour que les astronautes l'évitent lors des atterrissages, mais à l'époque, Schweickart craint que ses vomissements ne mettent en danger l'objectif de Kennedy. Ils se rétablissent assez rapidement pour poursuivre le programme de la journée et entrer dans le LM, ce qui leur permet de se transférer entre les véhicules pour la première fois dans le programme spatial américain, et d'effectuer le tout premier transfert sans sortie dans l'espace, comme l'ont fait les cosmonautes soviétiques. Les écoutilles sont ensuite fermées, mais les modules restent couplés, ce qui montre que les systèmes de communication et de survie de Spider  fonctionnent indépendamment de ceux de Gumdrop. Une commande met les pieds d'atterrissage du LM dans la position qu'ils vont prendre pour l'atterrissage.

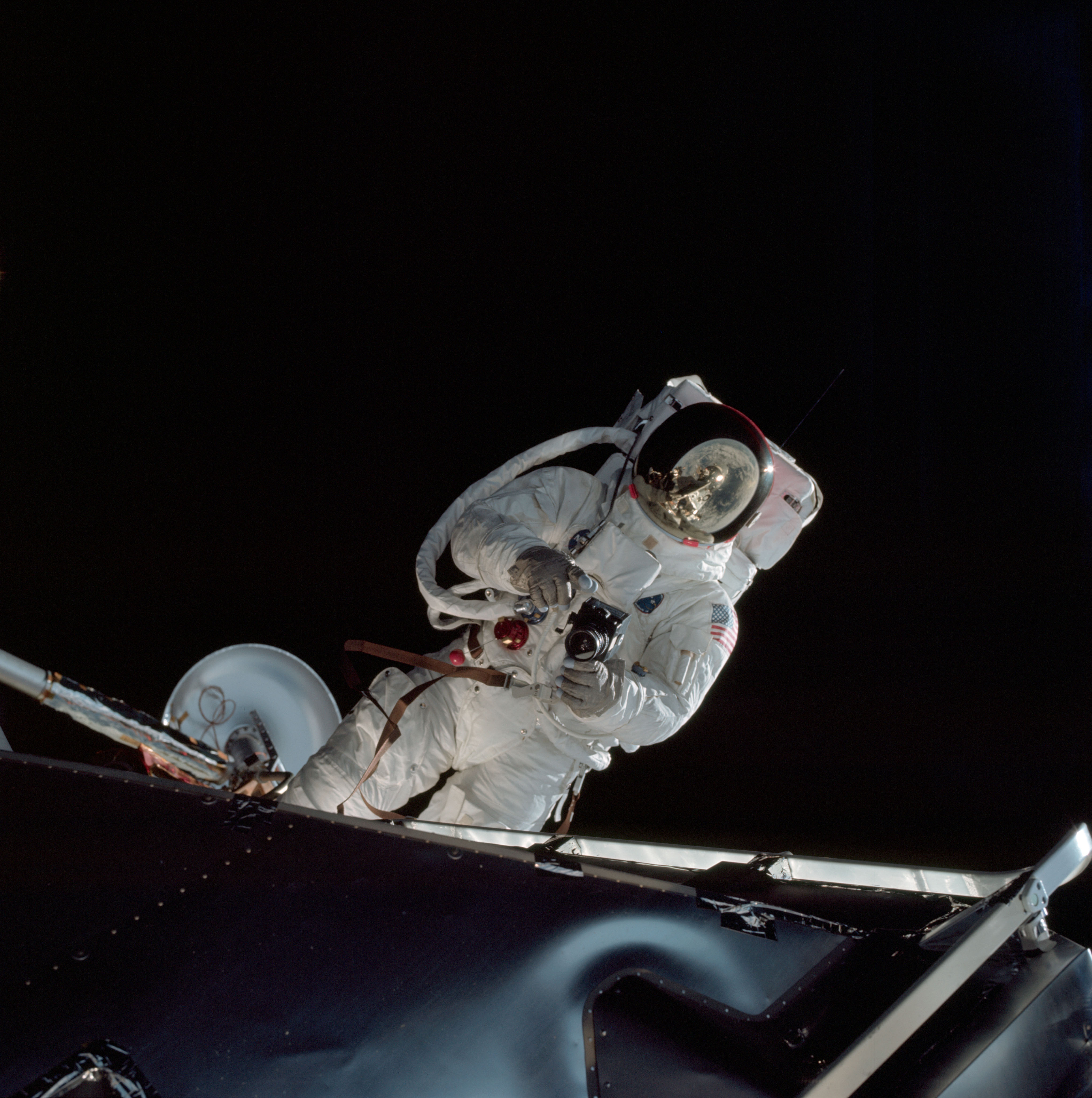
Schweickart pendant son EVA, photographié par Scott debout dans l'écoutille du module de commande.

Dans le LM, Schweickart vomit encore, ce qui pousse McDivitt à demander un canal privé de communication aux médecins de Houston. Le premier épisode n'a pas été rapporté en raison de sa brièveté, et lorsque les médias apprennent ce qui est arrivé à Schweickart, il y a « des répercussions et une avalanche d'histoires inamicales ». Ils terminent la vérification du module lunaire, y compris l'allumage réussi du moteur de descente, et retournent près de Scott dans Gumdrop. La combustion dure 367 secondes et simule la consommation des ergols lors de l'atterrissage sur la Lune. Après leur retour, une cinquième propulsion avec le SPS est effectué, destiné à circulariser l'orbite d'Apollo 9 en préparation du rendez-vous. Cela a lieu à 54 h 26 min 12 s portant l'orbite du vaisseau à 229 km par 240 km.
Le programme du quatrième jour (6 mars) consiste pour Schweickart à sortir de l'écoutille du LM et à se diriger vers l'extérieur du vaisseau spatial jusqu'à l'écoutille du CM, où Scott se tient prêt à apporter son aide, démontrant que cela peut être fait en cas d'urgence. Schweickart doit porter le système de survie primaire, ou PLSS, qui doit être porté lors des EVA sur la surface lunaire. C'est la seule EVA prévue avant l'atterrissage, et donc la seule occasion de tester le PLSS dans l'espace. McDivitt annule initialement l'EVA en raison de l'état de Schweickart, mais comme le pilote du module lunaire se sent mieux, il décide de lui permettre de sortir, puis de se déplacer à l'extérieur du LM à l'aide de poignées. Scott se tient dans la trappe du CM ; les deux hommes se photographient et récupèrent des expériences placées à l'extérieur de leur véhicule. Schweickart trouve qu'il est plus facile de se déplacer que lors des simulations ; Scott et lui sont tous deux convaincus que Schweickart aurait pu effectuer le transfert à l'extérieur si on lui avait demandé de le faire, mais ils ont estimé que cela n'était pas nécessaire,. Pendant l'EVA, Schweickart utilise l'indicatif d'appel « Red Rover », un clin d'œil à la couleur de ses cheveux.

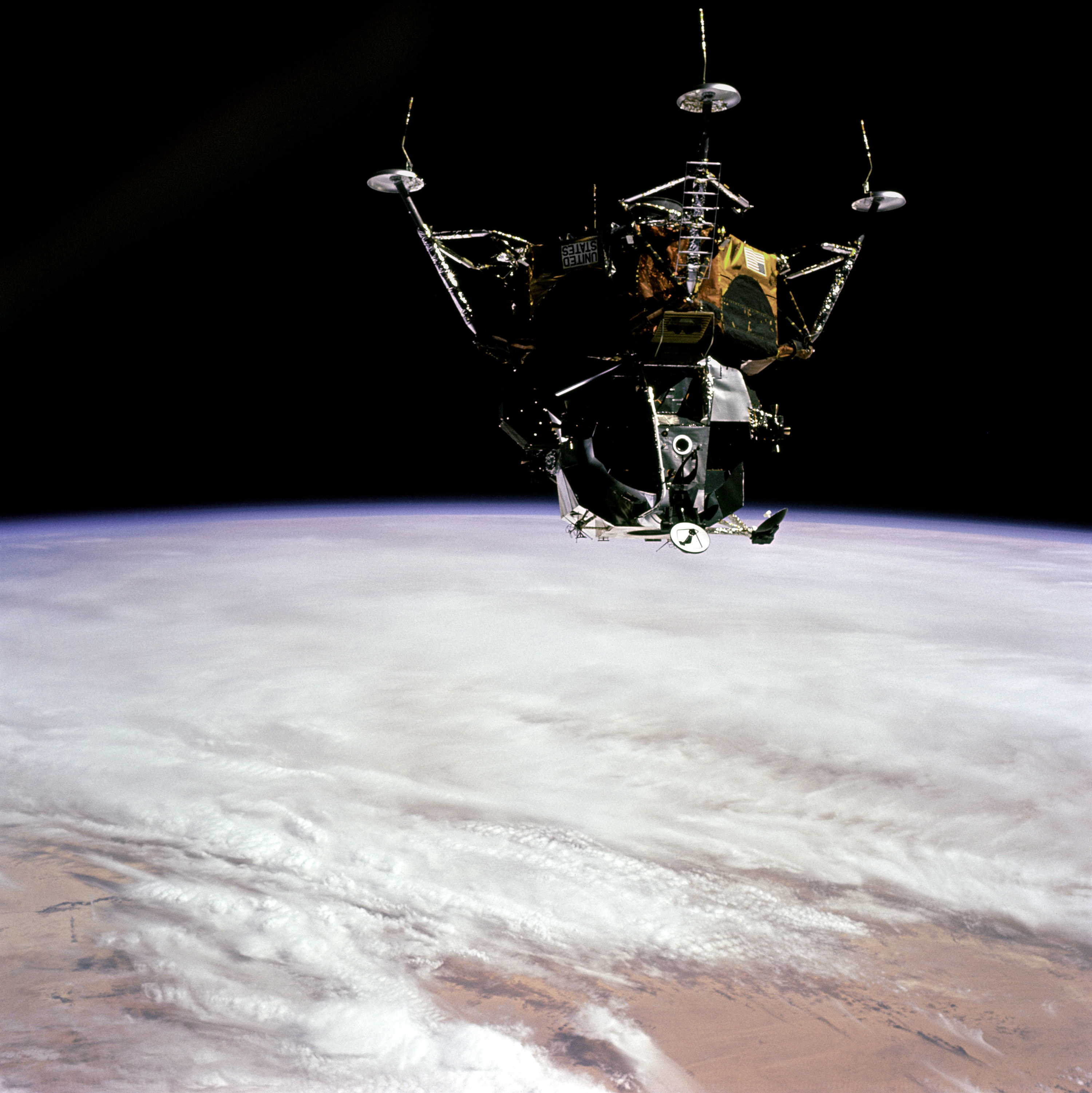
Le module lunaire d'Apollo 9, Spider.

Le 7 mars, le cinquième jour, vient l'événement-clé de la mission : la séparation et le rendez-vous du module lunaire et du module de commande. Le module lunaire n'a pas la capacité de ramener les astronautes sur Terre ; c'est la première fois que des voyageurs de l'espace volent dans un véhicule qui ne peut pas les ramener au sol. McDivitt et Schweickart entrent très tôt dans le LM, ayant obtenu l'autorisation de le faire sans porter leur casque et leurs gants, ce qui facilite la mise en place du LM. Lorsque Scott, dans le Gumdrop appuie sur le bouton pour libérer le LM, celui-ci s'accroche d'abord aux loquets à l'extrémité de la sonde d'amarrage, mais il appuie de nouveau sur le bouton et le Spider est libéré. Après avoir passé environ 45 minutes à proximité du module de commande, le module lunaire se met sur une orbite légèrement plus élevée, ce qui signifie qu'avec le temps, les deux vaisseaux s'éloignent. Au cours des heures suivantes, McDivitt met à feu le moteur de descente du LM à plusieurs reprises, et à la fin de la journée, le LM fait l'objet d'un essai de vol complet. À une distance de 185 kilomètres, il se propulse pour abaisser son orbite et ainsi commencer à rattraper le CM, un processus qui prend plus de deux heures, puis l'étage de descente est largué.

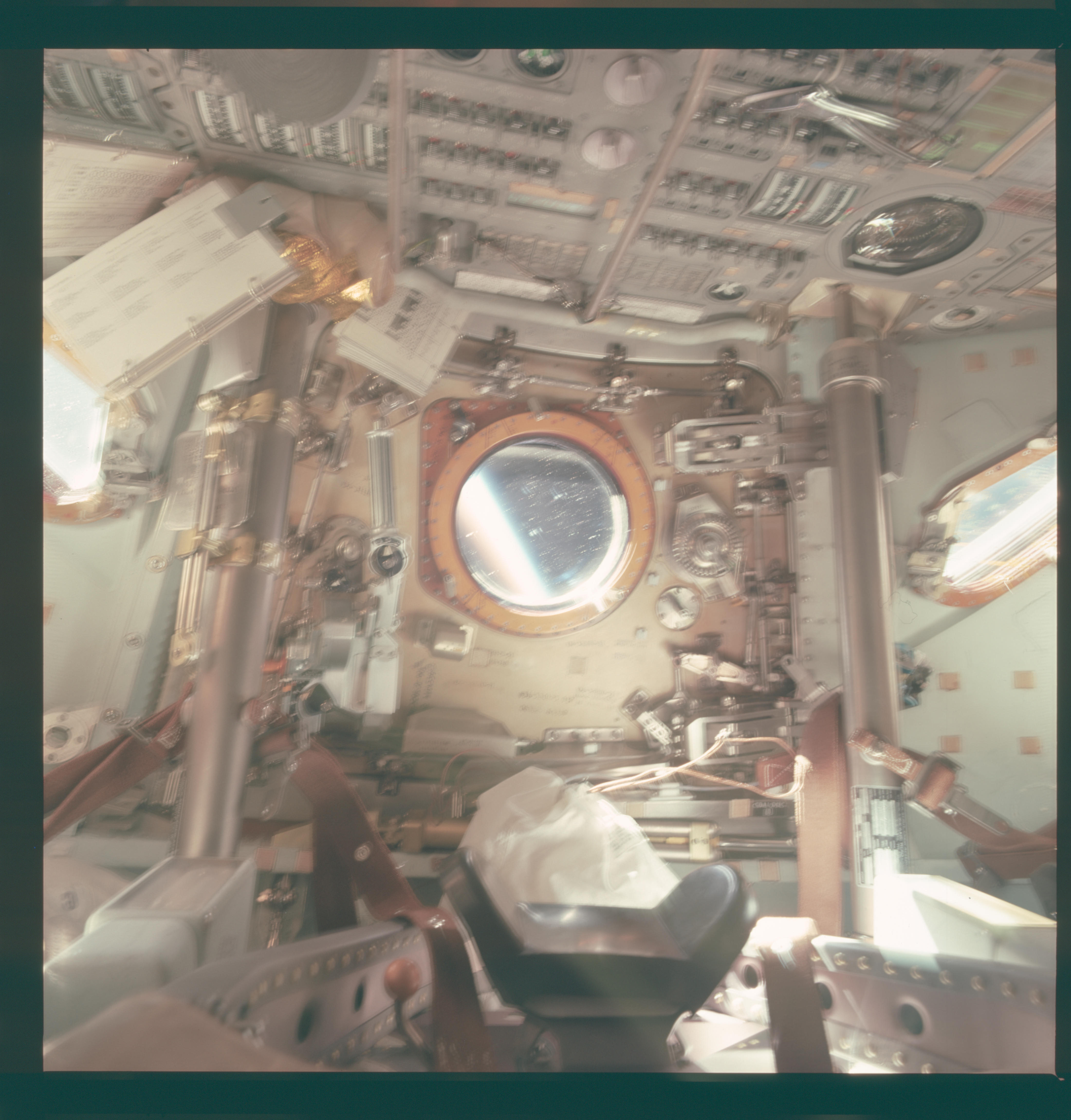
L'intérieur du module de commande Gumdrop.

L'approche et le rendez-vous sont menés de manière aussi fidèle que possible de ce qui est prévu pour les missions lunaires. Pour démontrer que le rendez-vous peut être effectué par l'un ou l'autre des vaisseaux, Spider est la partie active pendant la manœuvre. McDivitt l'amène près de Gumdrop, puis manœuvre le LM pour montrer chaque côté à Scott, lui permettant d'inspecter les dégâts éventuels. Ensuite, McDivitt amarre le vaisseau. En raison de l'éblouissement du soleil, il a du mal à le faire et Scott le guide de l'intérieur. Lors des missions suivantes, la tâche d'amarrer les deux vaisseaux en orbite lunaire revient au pilote du module de commande. Après le retour de McDivitt et Schweickart dans le module de commande, le module lunaire est largué, son moteur étant mis à feu à distance par le contrôle de mission, dans le cadre d'essais supplémentaires du moteur,, simulant une montée depuis la surface lunaire. Cela lui permet d'atteindre une orbite avec un apogée de plus de 6 900 kilomètres. Le seul grand système de module lunaire qui n'est pas entièrement testé est le radar d'atterrissage, car il ne peut pas être mis en orbite terrestre.

### Du sixième au onzième jour (du8au13 mars)
Apollo 9 doit rester dans l'espace pendant une dizaine de jours pour vérifier le fonctionnement du module de commande pendant la période nécessaire à une mission lunaire. La plupart des événements majeurs sont programmés pour les premiers jours afin qu'ils puissent être réalisés si le vol doit se terminer plus tôt. Les jours restants en orbite doivent se dérouler à un rythme plus tranquille. Les principaux objectifs de la mission ayant été atteints, le hublot est utilisé pour des photographies spéciales de la Terre, à l'aide de quatre appareils Hasselblad identiques, couplés et utilisant des films sensibles à différentes parties du spectre électromagnétique. Ce type de photographie permet de faire apparaître différentes caractéristiques de la surface de la Terre, par exemple le suivi de la pollution de l'eau à sa sortie de l'embouchure des rivières vers la mer, et la mise en évidence des zones agricoles à l'aide de l'infrarouge. Le système de caméra est un prototype, et va ouvrir la voie au Earth Resources Technology Satellite, prédécesseur de la série Landsat. La photographie est un succès, car le temps passé en orbite permet à l'équipage d'attendre le passage de la couverture nuageuse et d'informer la planification de la mission Skylab.

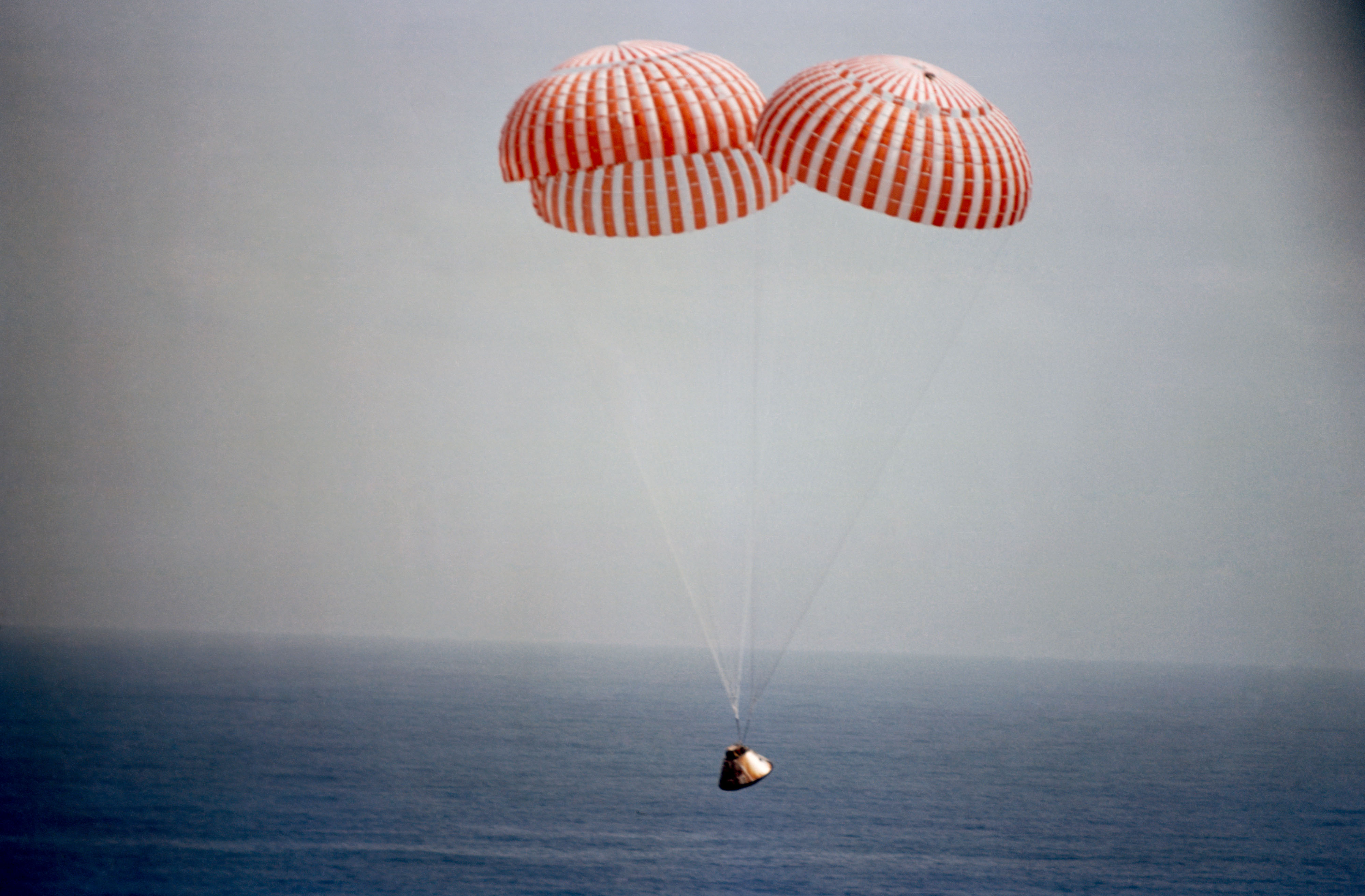
Apollo 9 proche de l'amerrissage dans l'océan Atlantique le 13 mars 1969.

Scott utilise un sextant pour suivre des points de repère sur la Terre, et tourne l'instrument vers le ciel pour observer la planète Jupiter, en pratiquant des techniques de navigation qui doivent être utilisées lors de missions ultérieures. L'équipage peut suivre le satellite Pegasus 3 (lancé en 1965) ainsi que l'étape d'ascension de Spider. La sixième combustion du moteur SPS a lieu le sixième jour, bien qu'elle ait été reportée d'une orbite car la combustion du propulseur du système de contrôle de la réaction (RCS) nécessaire pour déposer les réactifs dans leurs réservoirs n'est pas correctement programmée. La combustion du SPS abaisse le périgée de l'orbite d'Apollo 9, ce qui permet d'améliorer la capacité de désorbitation du propulseur du RCS comme solution de secours au SPS.

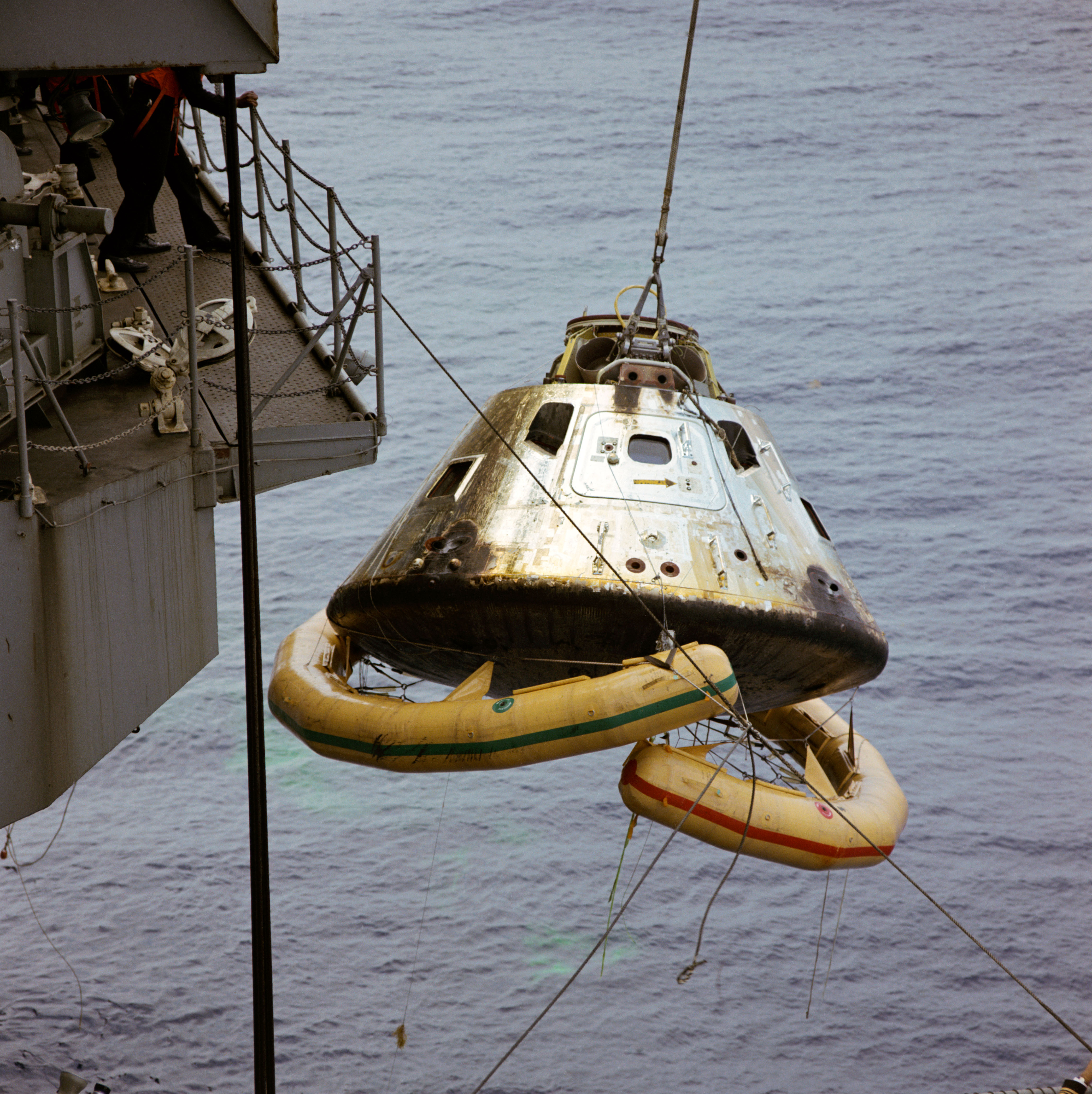
Gumdrop est hissé à bord du.

Des essais considérables du CSM ont lieu, mais c'est principalement à Scott qu'il incombe de le faire, permettant à McDivitt et Schweickart d'observer la Terre ; ils alertent Scott si quelque chose de particulièrement remarquable est à venir, le laissant quitter son travail un instant pour regarder la Terre également. La septième combustion du système SPS a lieu le huitième jour, le 10 mars ; son but est de nouveau d'aider la capacité de désorbitation du RCS, ainsi que de prolonger la durée de vie orbitale du module de commande. Elle déplace l'apogée de l'orbite vers l'hémisphère sud, permettant un temps de chute libre plus long pour entrer lorsque Apollo 9 revient sur Terre. La combustion est prolongée pour permettre de tester le système de jaugeage du propulseur, qui s'est comporté de manière anormale lors des précédentes missions,. Une fois la combustion terminée, les propulseurs RCS auraient pu le ramener sur Terre et lui permettre d'atterrir dans la zone de récupération primaire si le moteur SPS était tombé en panne. La huitième et dernière combustion du SPS, pour ramener le véhicule sur Terre, est accomplie le 13 mars, moins d'une heure après la fin des dix jours de la mission, après quoi le module de service est largué. L'amerrissage est retardé d'une orbite en raison de conditions météorologiques défavorables dans la zone initialement prévue à quelque 410 km à l'est-sud-est des Bermudes. Au lieu de cela, Apollo 9 se retrouve à 300 km à l'est des Bahamas, à environ 5 km du porte-avions de récupération, l'USS Guadalcanal, après une mission de 10 jours, 1 heure et 54 secondes. Apollo 9 est le dernier vaisseau spatial à amerrir dans l'océan Atlantique jusqu'à la mission Crew Dragon Demo-1 en 2019.

## Données détaillées

### Paramètres de mission
- Nom de code de la mission : SA-504[22] ;
- Décollage le 3 mars 1969 à 16:00:00 UTC du Launch Complex 39-A (LC-39A) du centre spatial Kennedy[23] ;
- Amerrissage le 13 mars 1969 à 17:00:54 UTC, à 23° 15′ N, 67° 56′ O[24] ;
- Module de commande/service : C/SM 104 « Gumdrop »[25] ;
- Module lunaire : LM 3 « Spider »[25].

### Orbite terrestre
- Masse : CSM : 26 801 kg[26] — LM : 14 575 kg[27] ;
- Périgée 189,5 km[28] ;
- Apogée : 192,4 km[28] ;
- Inclinaison : 32,57°[24] ;
- Période : 88,64 min[28].

### Arrimage LM - CSM
- Détachage : 7 mars 1969 - 12:39:36 UTC[29] ;
- Ré-arrimage : 7 mars 1969 - 19:02:26 UTC[29].

### Sorties extravéhiculaires
- Schweickart - EVA - LM[30]
  - Début : 6 mars 1969, 16:45:00 UTC
  - Fin : 6 mars 1969, 17:52:00 UTC
  - Durée : 1 heure 07 minutes

- Scott - EVA - CM[30]
  - Début : 6 mars 1969, 17:01:00 UTC
  - Fin : 6 mars 1969, 18:02:00 UTC
  - Durée : 1 heure 01 minute

| Heure depuis le lancer (T + 0) | Évènement                                   | Durée de combustion | Gain de vitesse | Orbite             |
| ------------------------------ | ------------------------------------------- | ------------------- | --------------- | ------------------ |
| T + 00:00:00                   | Décollage                                   | .                   | .               | .                  |
| T + 00:02:14                   | Fin de combustion moteur central S-IC       | 141 s               | .               | .                  |
| T + 00:02:43                   | Fin de combustion moteur S-IC               | 169 s               | .               | .                  |
| T + 00:02:44                   | Allumage S-II                               | .                   | .               | .                  |
| T + 00:03:14                   | Séparation jupe S-II                        | .                   | .               | .                  |
| T + 00:03:19                   | Séparation LES                              | .                   | .               | .                  |
| T + 00:08:56                   | Fin de combustion S-II                      | .                   | .               | .                  |
| T + 00:08:57                   | Séparation S-II, allumage S-IVB             | .                   | .               | .                  |
| T + 00:11:05                   | Fin de combustion S-IVB, insertion orbitale | 127,4 s             | .               | 191,3 × 189,5 km   |
| T + 02:45:00                   | Séparation CSM/S-IVB                        | .                   | .               | .                  |
| T + 03:02:08                   | Arrimage CSM/LM                             | .                   | .               | .                  |
| T + 04:18:00                   | Séparation vaisseau/S-IVB                   | .                   | .               | .                  |
| T + 05:59:00                   | Premier essai du SPS                        | 5,1 s               | +10,4 m/s       | 234,1 × 200,7 km   |
| T + 22:12:03                   | Second essai du SPS                         | 110 s               | +259,2 m/s      | 351,5 × 199,5 km   |
| T + 25:17:38                   | Troisième essai du SPS                      | 281,6 s             | +782,6 m/s      | 503,4 × 202,6 km   |
| T + 28:24:40                   | Quatrième essai du SPS                      | 28,2 s              | -91,45 m/s      | 502,8 × 202,4 km   |
| T + 49:41:33                   | Premier essai du DPS                        | 369,7 s             | -530,1 m/s      | 499,3 × 202,2 km   |
| T + 54:26:11                   | Cinquième essai du SPS                      | 43,3 s              | -175,6 m/s      | 239,3 × 229,3 km   |
| T + 92:39:30                   | Détachage CSM/LM                            | .                   | .               | .                  |
| T + 93:02:53                   | Manœuvre de séparation du CSM               | 10,9 s              | -1,5 m/s        | .                  |
| T + 93:47:34                   | Manœuvre d'alignement LM/DPS                | 18,6 s              | +27,6 m/s       | 253,5 × 207 km     |
| T + 95:39:07                   | Manœuvre d'insertion LM/DPS                 | 22,2 s              | +13,1 m/s       | 257,2 × 248,2 km   |
| T + 96:16:04                   | Manœuvre d'initiation du LM                 | 30,3 s              | -12,2 m/s       | 255,2 × 208,9 km   |
| T + 96:58:14                   | Manœuvre de décalage LM/APS                 | 2,9 s               | -12,6 m/s       | 215,6 × 207,2 km   |
| T + 97:57:59                   | Manœuvre terminale d'alignement du LM       | 34,7 s              | +6,8 m/s        | 232,8 × 208,5 km   |
| T + 98:59:00                   | Arrimage CSM/LM                             | .                   | .               | .                  |
| T + 101:32:44                  | Manœuvre de séparation CSM                  | 7,2 s               | +0,9 m/s        | 235,7 × 224,6 km   |
| T + 101:53:20                  | Fin de combustion LM/APS                    | 350 s               | + 1 643,2 m/s   | 6 934,4 × 230,6 km |
| T + 123:25:06                  | Sixième essai du SPS                        | 1,29 s              | -11,5 m/s       | 222,6 × 195,2 km   |
| T + 169:38:59                  | Septième essai du SPS                       | 25 s                | +199,6 m/s      | 463,4 × 181,1 km   |
| T + 240:31:14                  | Manœuvre de désorbitation                   | 11,6 s              | -99,1 m/s       | 442,2 × -7         |
|                                | Séparation                                  | .                   | .               | .                  |
| T + 241:00:54                  | Amerrissage                                 | .                   | .               | .                  |

## Évaluation et suites
George Mueller, administrateur associé de la NASA, affirme qu'« Apollo 9 a été un vol aussi réussi que chacun d'entre nous pourrait le souhaiter, et aussi réussi que chacun d'entre nous l'a jamais vu ». Gene Kranz qualifie Apollo 9 de « pur bonheur ». Le directeur du programme Apollo, Samuel C. Phillips, déclare : « à tous égards, il a dépassé même nos attentes les plus optimistes ». L'astronaute d'Apollo 11, Buzz Aldrin, se tient au centre de contrôle de la mission alors que Spider et Gumdrop s'amarrent après leurs vols séparés. Selon Andrew Chaikin, Apollo 9 remplit tous ses objectifs principaux. À ce moment, Aldrin sait qu'Apollo 10 réussirait également, et que lui et Neil Armstrong tenteraient de se poser sur la Lune. Le 24 mars, la NASA le rend officiel.

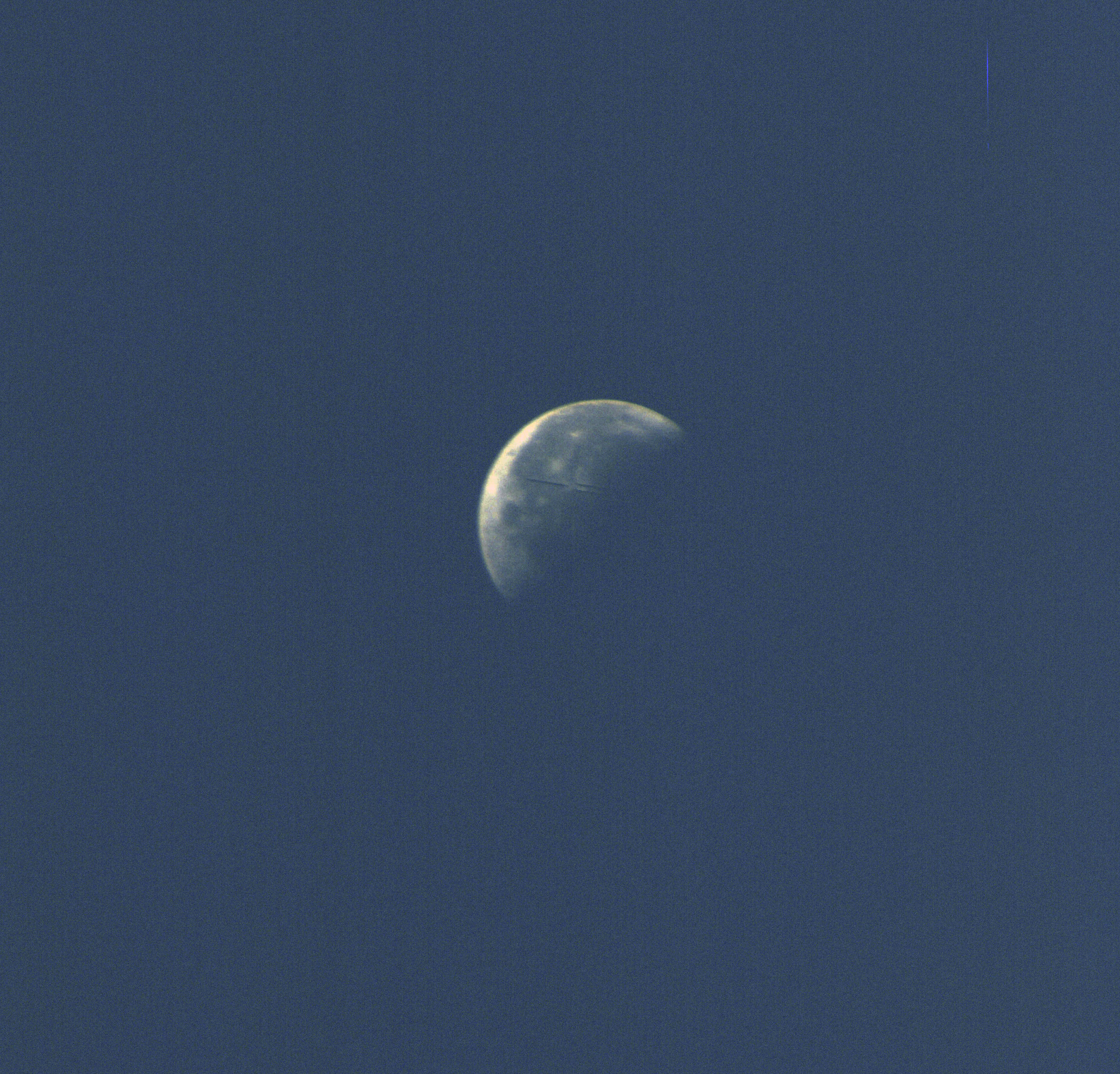
Vue de la Lune depuis Apollo 9.

Bien qu'il ait pu se voir offrir le commandement d'une mission d'atterrissage Apollo, McDivitt choisit de quitter le corps des astronautes après Apollo 9, devenant le responsable du programme d'engins spatiaux Apollo plus tard en 1969. Scott se voit rapidement confier une autre mission de vol spatial en tant que commandant de réserve d'Apollo 12, puis est nommé commandant de la mission Apollo 15, qui se pose sur la Lune en 1971. Schweickart se porte volontaire pour l'examen médical de son mal de l'espace, mais en garde les stigmates, et n'est plus jamais affecté à un équipage de premier plan. Il prend un congé de la NASA en 1977, qui devient permanent par la suite. Eugene Cernan, commandant d'Apollo 17, déclare que lorsqu'il s'agit de comprendre le mal de l'espace, Schweickart « en a payé le prix pour tous ».
À la suite du succès d'Apollo 9, la NASA ne mène pas la « mission E » (essais supplémentaires en orbite terrestre moyenne), et envisage même de sauter la « mission F », la répétition générale pour l'atterrissage, pour passer directement à la tentative de se poser sur la Lune. Comme les vaisseaux spatiaux désignés pour la première tentative d'atterrissage sont encore en cours d'assemblage, cela n'est pas fait. Les responsables de la NASA estiment également qu'étant donné les difficultés passées avec le module lunaire, il est nécessaire d'effectuer un nouveau vol d'essai avant la tentative d'atterrissage proprement dite, et que l'orbite de la Lune leur donnerait l'occasion d'y étudier les concentrations de masse, qui ont affecté l'orbite d'Apollo 8. Selon French et Burgess dans leur étude du programme Apollo, « En tout état de cause, ... le succès d'Apollo 9 avait assuré que la prochaine mission Apollo retournerait sur la lune ».

## Dans la culture populaire

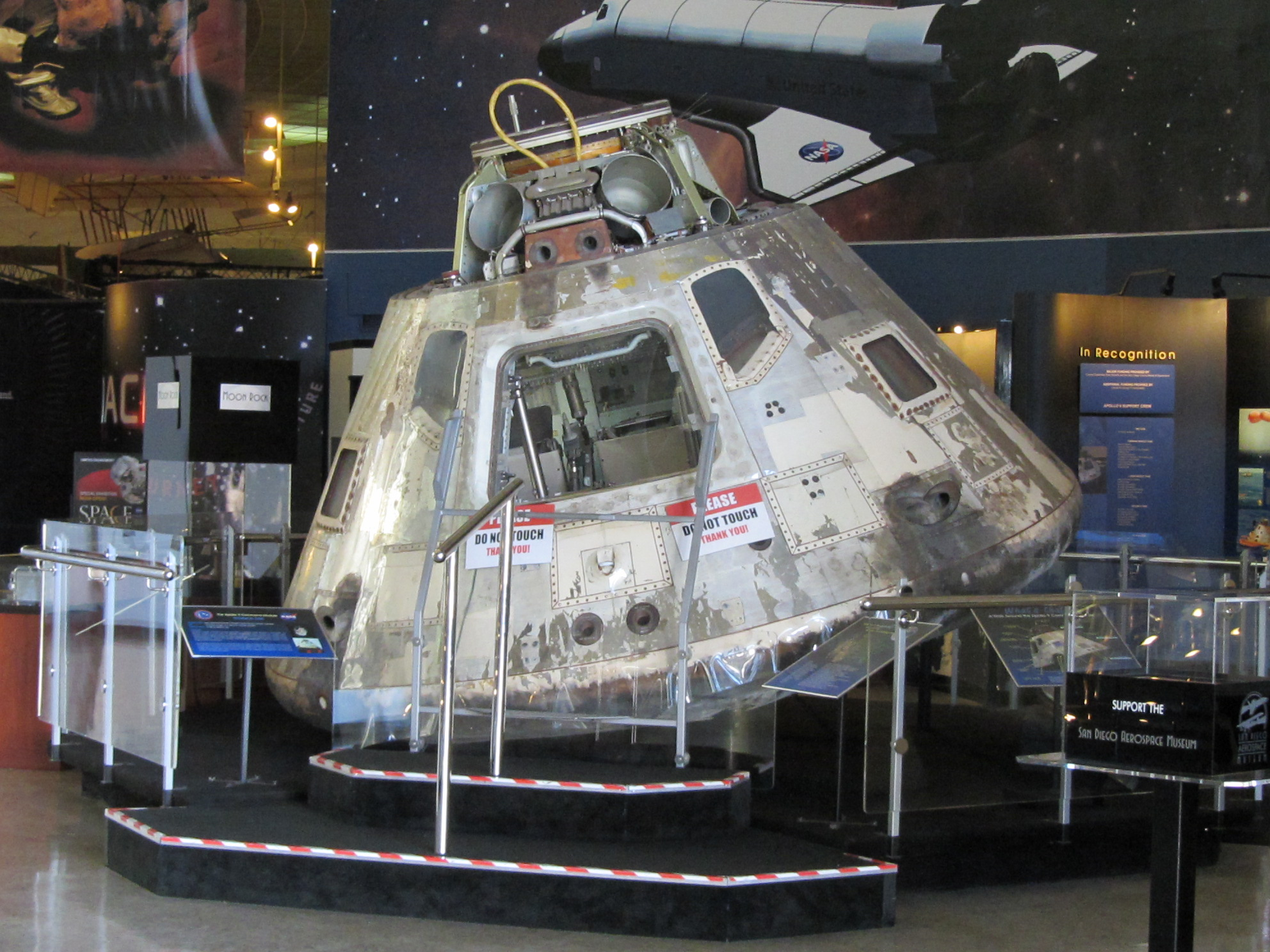
Le Gumdrop au Musée de l'air et de l'espace de San Diego.

Le module de commande Apollo 9 Gumdrop (1969-018A) est exposé au Musée de l'air et de l'espace de San Diego,. Gumdrop était auparavant exposé au Michigan Space and Science Center, à Jackson, au Michigan, jusqu'en avril 2004, date à laquelle le centre a fermé. Le module de service, largué peu après la combustion en désorbitation, est rentré dans l'atmosphère et s'est désintégré.
L'étage d'ascension du LM-3 Spider (1969-018C) est revenu sur Terre le 23 octobre 1981. L'étage de descente du LM-3 (1969-018D) le 22 mars 1969 et amerrit dans l'océan Indien, près de l'Afrique du Nord,. Le S-IVB (1969-018B) est envoyé en orbite solaire, avec un aphélie initial de 128 898 182 km, un périhélie de 72 151 470 km et une période orbitale de 245 jours. Il reste en orbite solaire.
L'épisode 5 de la mini-série « De la Terre à la Lune », intitulé « Spider », couvre la sélection et l'entraînement du premier équipage à piloter le LM-3, McDivitt et Schweickart (avec le pilote du module de commande David Scott), et culmine avec leur premier vol avec le Spider en orbite terrestre sur Apollo 9. La « répétition générale » lunaire d'Apollo 10 est brièvement mentionnée,.